# Aéroport Raja Haji Fisabilillah
L'aéroport de Raja Haji Fisabilillah (code IATA : TNJ • code OACI : WIDN) est un aéroport basé à Tanjungpinang, la capitale de la province indonésienne de Îles Riau,.

## Compagnies et destinations
| Compagnies       | Destinations                               |
| ---------------- | ------------------------------------------ |
| Citilink         | Djakarta-S.-Hatta                          |
| Citilink         | Djakarta-S.-Hatta                          |
| Garuda Indonesia | Djakarta-S.-Hatta                          |
| Susi Air         | Singkep (Dabo) (en),                       |
| Wings Air        | Batam-Hang Nadim, Pekanbaru (Simpang Tiga) |

## Situation
| Banda Aceh Denpasar Pangkal · Pinang Tanjung · Pandan Djakarta-Soekarno-Hatta Bengkulu Solo Semarang Pangkalan · Bun Palangkaraya Sampit Palu Djakarta-Halim Perdanakusuma Samarinda Malang Surabaya Balikpapan Ende Kupang Komodo Gorontalo Jambi Bandar Lampung Ambon Tarakan Ternate Manado Gunung · Sitoli Medan Wamena Biak Merauke Timika Jayapura Pekanbaru Batam Tanjung · Pinang Bau-Bau Banjarmasin Makassar Palembang Bandung Pontianak Ketapang Bima Lombok Manokwari Sorong Padang Yogyakarta |